# Kandat
Il Kandat (in russo Кандат?) è un fiume della Russia siberiana occidentale, affluente di destra del Čet'. Scorre nei rajon Tjuchtetskij, Biriljusskij e Bol'šeulujskij del Territorio di Krasnojarsk. Appartiene al bacino dell'Ob' superiore e al sottobacino del Čulym.
Il fiume proviene da una zona paludosa e scorre in direzione nord-ovest nella pianura del Čulym (Чулымская равнина). Il bacino del fiume è quasi completamente ricoperto dalla taiga. Sfocia nel Čet' a 244 km dalla foce. Ha una lunghezza di 167 km e il suo bacino è di 1 920 km².